# Slavhandeln i Khazarriket

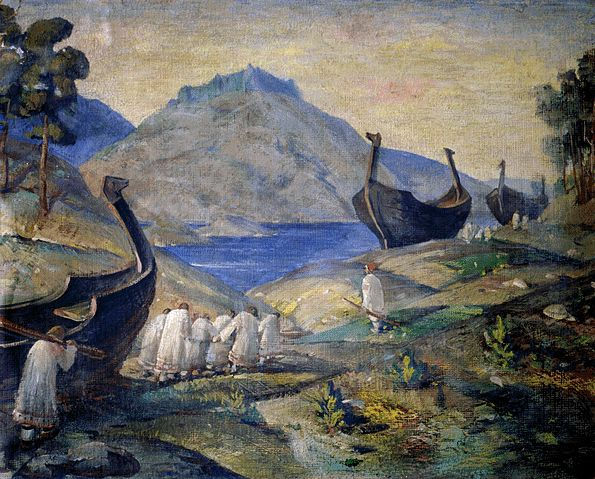
Volok by Roerich

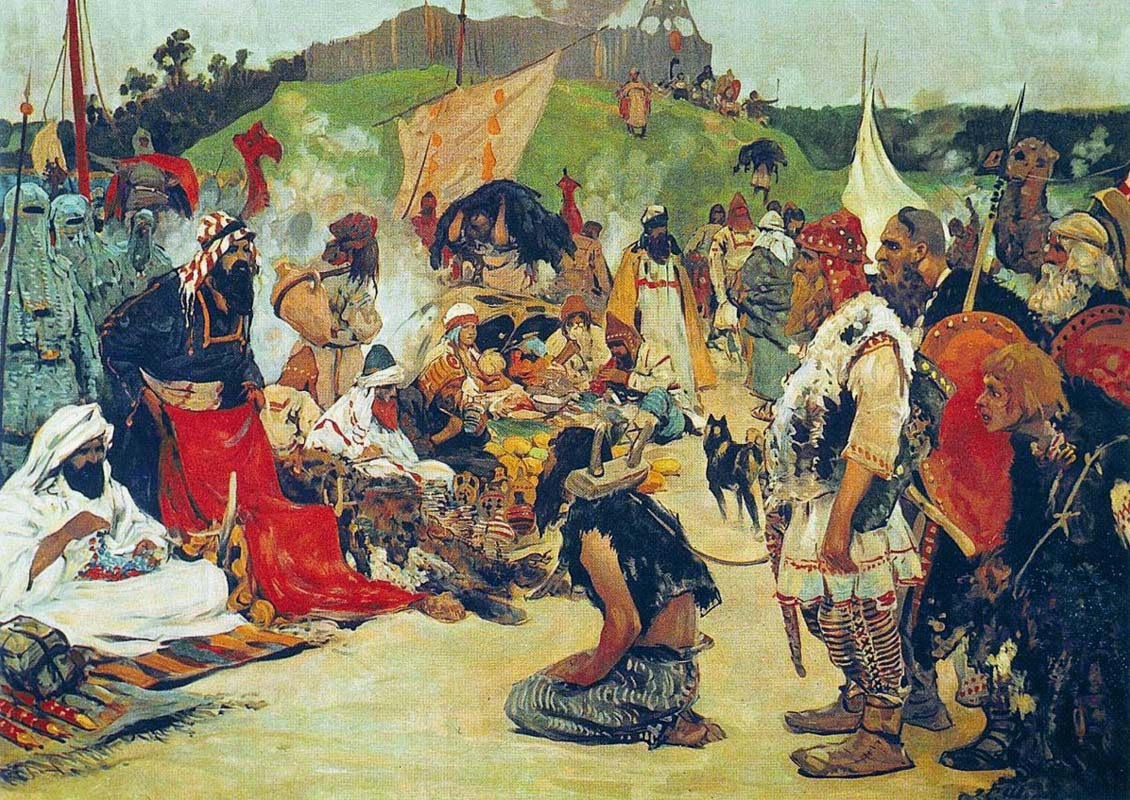
Slavhandel i östeuropa under medeltiden. Målning av S. V. Ivanov.

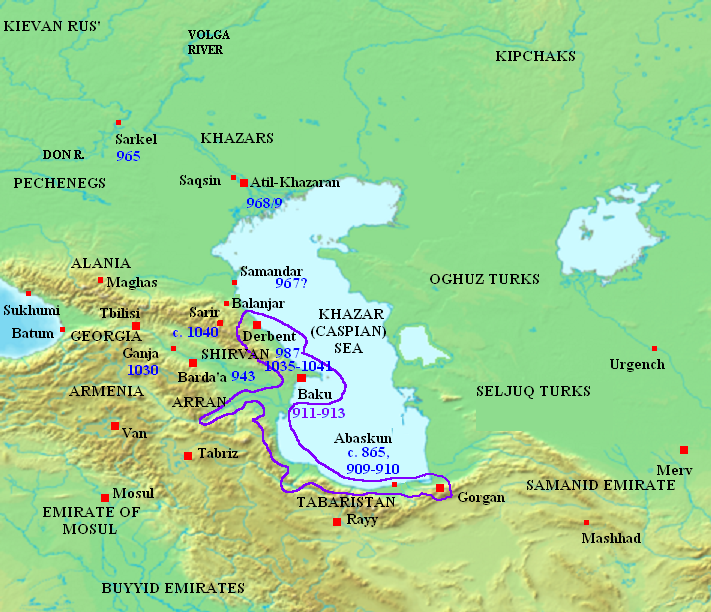
Rus Caspian

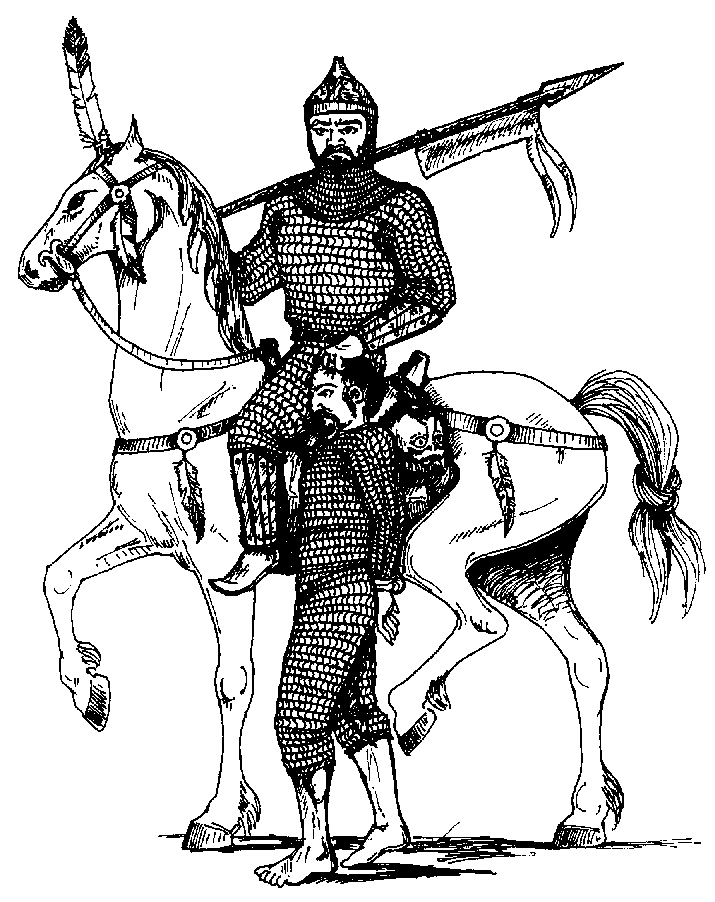
Khazarkrigare med fånge.

Slavhandeln i Khazarriket syftar på den slavhandel som ägde rum i Khazarriket i Centralasien (i nuvarande Kazakstan). Khazarriket utgjorde mellanleden mellan Europa och Mellanöstern, en väg som gick via Centralasien, under 700- och 800-talen, och ersattes under 900-talet av Volgabulgariska riket och Samaniderna.

## Historik
Khazarriket spelade länge en nyckelroll som mellanled i handeln mellan östra Europa och Baltikum och den muslimska världen (Abbasidkalifatet), som pågick via Ryssland 775-1025; riket hade varit i krig med Umayyadkalifatet men slöt fred med Abbasiderna och fick därefter en viktig nyckelroll mellan 775 och 900, där en viktig del av handeln var slavhandel.

### Slavhandeln
Khazarriket spelade en nyckelroll i vikingarnas slavhandel i Ryssland under 800-talet; kazarerna köpte slavar av vikingarna, som sedan exporterades vidare till Mellanöstern över Iran. 
Khazarerna köpte även slavar av de ungerska magyarerna, som oftast uppgavs vara krigsfångar.
Utöver inköp av slavar tillfångatog khazarerna även slavar själva genom slavräder, en verksamhet som uppgavs vara mycket vanlig för folken i Centralasien; khazarerna gjorde regelbudna slavräder mot framför allt petjeneger, ghuzz och burtafolken.

### Slavmarknad
De allra flesta slavar tycks ha exporterats, men det fanns även en inhemsk marknad i Khazarriket. De slavar som hölls kvar i Khazarriket uppgavs offentligt alla vara hedningar, eftersom Khazarerna inte godtog slaveri av kristna, judar eller muslimer. 
Det fanns en stor marknad för slavar för användning som husslavar, jordbruksarbetare, slavsoldater och andra roller.
Fram till cirka 900 gick slavleden från Europa och Centralasien till Mellanöstern via Khazarriket. Handelsrutten gick från Khazarriket till Svarta havet via Kerch, och från huvudstaden Itil över Kaspiska havet till Centralasien. 

### Avslut
Efter 900 minskade slavhandeln och handeln kraftigt och förekomsten av dirham från Khazarerna i Europa minskade; denna nedgång ägde rum under den politiska instabilitet i Abbasidkalifatet under 870-talet som är känd som "Anarkin i Samarra". 
Under 900-talet gick handelsleden mellan Europa och Centralasien oftare via Volgabulgariska riket och Khwarizm istället, och Slavhandeln i Khazarriket ersattes av Slavhandeln i Volgabulgariska riket. Samaniderna blev efter detta den främsta källan till arabiskt silver i Europa, medan slavarna fördes med karavan runt Khazarriket och vidare till Centralasien och Mellanöstern.  
Denna handel hade tidigare skett över Khazarriket och Kahzarriket gjorde därför Volgabulgarien till tributstat.